# Potargany Żleb

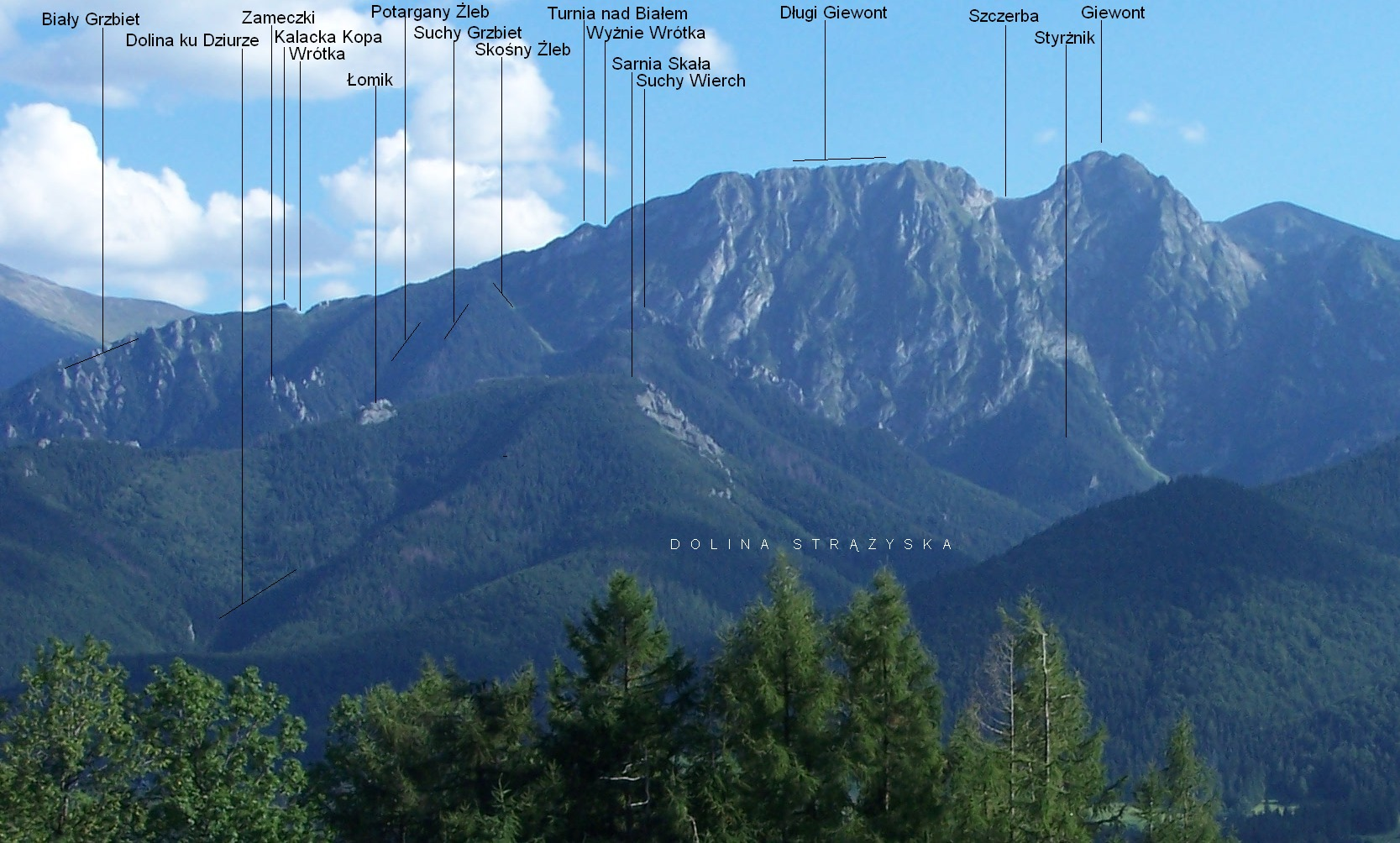

Potargany Żleb – żleb będący jedyną odnogą Doliny Suchej (odgałęzienie Doliny Białego) w polskich Tatrach Zachodnich. Jego zachodnie obramowanie tworzy Suchy Grzbiet, wschodnie bezimienny grzbiet z Zameczkami, obydwa opadają na północ z grani pomiędzy Turnią nad Białem a Wrótkami. Żleb również opada w północnym kierunku, dopiero w końcowym odcinku zakręca na północny zachód i uchodzi do Doliny Suchej powyżej miejsca, w którym żółty szlak turystyczny wiodący Doliną Białego łączy się ze Ścieżką nad Reglami.
W dolnej części Potarganego Żlebu znajduje się wiele progów o wysokości od kilku do kilkunastu metrów. Niektóre z nich dają się przejść, pozostałe można obejść po lewej (patrząc od dołu) stronie. W górnej części żlebu nie ma już progów, zarośnięty jest natomiast kosodrzewiną. Na dnie żlebu i jego zboczach brak jakiejkolwiek ścieżki i nigdy nie prowadzono w nim działalności gospodarczej, nigdy też nie miał znaczenia turystycznego.